# 一関市立真滝中学校
一関市立真滝中学校（いちのせきしりつ またきちゅうがっこう）は、岩手県一関市滝沢にあった公立中学校。通称は真中（まちゅう）。

## 概要
学制改革により1947年に開校し、中学校統合計画により2008年をもって閉校した中学校である。校名に「真滝」を冠していたのは、この地区一帯が1948年まで真滝村だったことに由来している。旧真滝村域のうち、滝沢地区の広範囲を学区としていた。
開校から1952年までの5年間は、滝沢小学校（滝沢字寺下）校舎に併設していた。なお、移転する15日前（10月1日）には、真柴地区を学区としていた真柴分校が近隣の一関中学校へ統合されている。
校歌は1949年の制定。作詞は千葉左京、作曲は千葉了道。作詞に関しては、当時在任していた教職員が各自作詞したものから千葉と蜂谷の2案まで絞り込み、当時花巻町（現：花巻市）に住んでいた詩人・歌人の高村光太郎が最終的に千葉が書き上げた歌詞を採用し、蜂谷の歌詞は応援歌にすることが決まった経緯がある。校章は開校後すぐに制定。中央で交わるように3枚の柏の葉があしらわれた上に「中」の文字が配置されている。それぞれの柏の葉は、教育目標である「知」「徳」「体」を表しており、3枚が中央で交わることで調和のとれた生徒になるよう願いが込められている。採用した柏の葉に因み、校舎落成の際には柏の木が校地内に植えられた。
閉校後、跡地には一関市立一関東中学校が立地している。

## 沿革
第二次世界大戦後の1947年4月、学制改革に基づき「真滝村立真滝中学校」として開校したのが起源となる。独立校舎を有していないため一関市立滝沢小学校へ長らく併設したのち、1952年10月に真柴分校が一関市立一関中学校へ統合された直後に、北西へ800メートルほど進んだ滝沢字水口の高台に設けた木造モルタルづくりの校舎へ移転した。その後学校林や体育館を順次設置し、1963年からは牧澤神楽（鶏舞）の継承活動を、1977年からは森林愛護活動を始めた。
1982年に「全国良い歯の学校」として受賞したのを皮切りに数々の賞を受賞したのち、1994年にはプールを落成した。なお、プールは閉校後に一関東中学校が引き継いで使用している。

### 年表
- 1947年（昭和22年）
  - 4月1日 - 学制改革に伴い、真滝村滝沢字寺下3-1に真滝村立真滝中学校として開校（真滝村立滝沢小学校に併設[7]）[8]。滝沢・狐禅寺・真柴教場を開設[3]。
  - 5月5日 - 開校記念式典を挙行し、同日を開校記念日に制定[8]。
  - 10月 - 校章を制定[10]。
- 1948年（昭和23年）4月1日 - 町村合併に伴い、「一関市立真滝中学校」に改称[3]。狐禅寺教場が狐禅寺中学校として独立[3]。
- 1949年（昭和24年）10月1日 - 校歌を制定[8]。
- 1952年（昭和27年）
  - 10月1日 - 真柴分校が一関市立一関中学校へ統合[3]。
  - 10月16日 - 滝沢字水口に木造モルタル校舎を落成し、移転[8][11]。
- 1954年（昭和29年）4月27日 - 学校林を設置[8]。
- 1959年（昭和34年）3月10日 - 体育館を落成[8]。
- 1963年（昭和38年） - 郷土芸能「牧澤神楽[12]」の伝承活動を開始[13]。
- 1967年度（昭和42年度） - 特殊学級を開設[14]。
- 1977年（昭和52年）
  - 4月23日 - 森林愛護少年団を結成[8]。
  - 10月25日 - 創立30周年を記念し、鶏舞像を設置[8]。

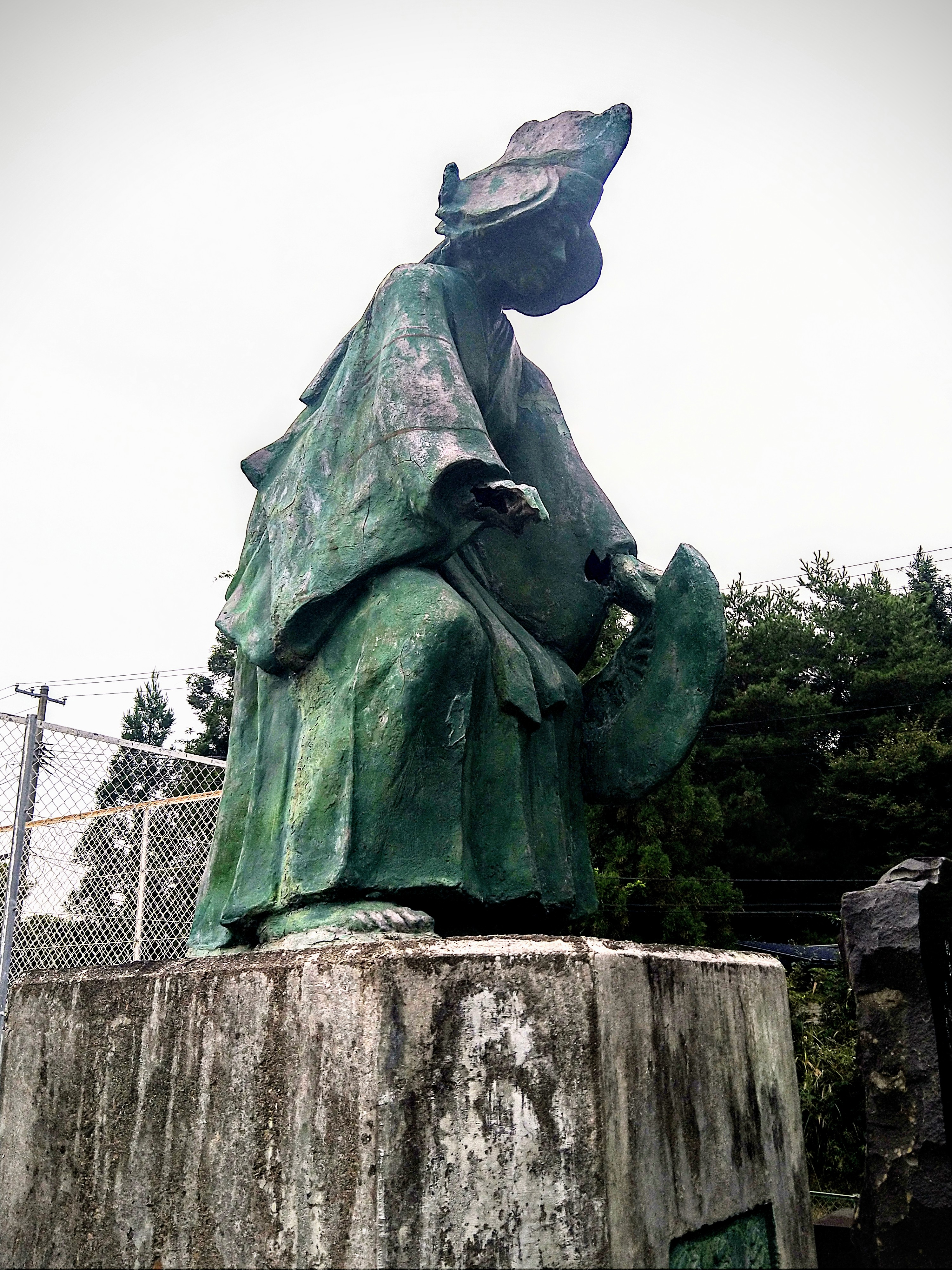
創立30周年記念鶏舞像

- 1982年（昭和57年）10月17日 - 日本学校歯科医会より全国良い歯の学校賞を受賞[8]。
- 1984年（昭和59年）
  - 10月15日 - 県知事より森林愛護活動を表彰される[8]。
  - 11月19日 - LL教室を設置[8]。
- 1988年（昭和63年）
  - 1月7日 - 県薬剤師会より学校環境優良校を受賞[8]。
  - 1月20日 - 体育館床を張り替え[8]。
- 1989年（平成元年）11月7日 - 県知事より環境美化優良団体賞を受賞[8]。
- 1990年（平成2年）3月1日 - 教室と廊下の床を張り替え[8]。
- 1994年（平成6年）9月16日 - プールを落成[8]。
- 1996年（平成8年）4月22日 - 一関警察署より自転車マナーアップ校および自転車防犯登録推進モデル校に指定[8]。
- 1997年（平成9年）10月18日 - 創立50周年を記念し、記念碑を設置[8]。

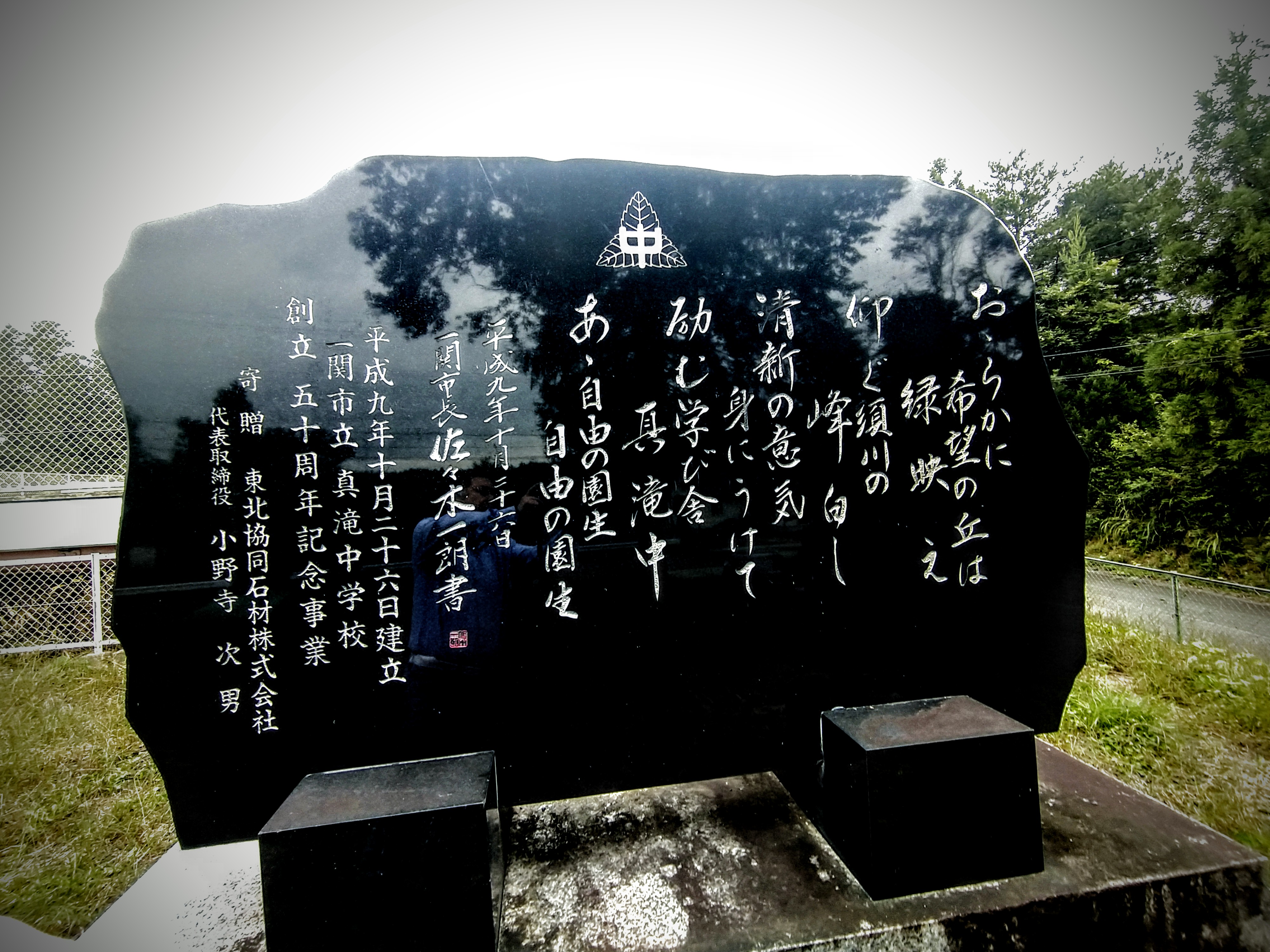
創立50周年記念碑

- 1999年（平成11年）4月1日 - 一関市社会福祉協力校に指定（5年間）[8]。
- 2001年（平成13年）1月29日 - 調理室を拡張[8]。
- 2002年（平成14年）6月24日 - 自転車マナーアップモデル校に指定（2年間）[11]。
- 2003年（平成15年）  - 特殊学級を開設[15][16]。
- 2008年（平成20年）
  - 3月22日 - 閉校式・お別れの会を開催[4]。
  - 3月31日 - 閉校。一関市立一関東中学校へ統合される[4]。

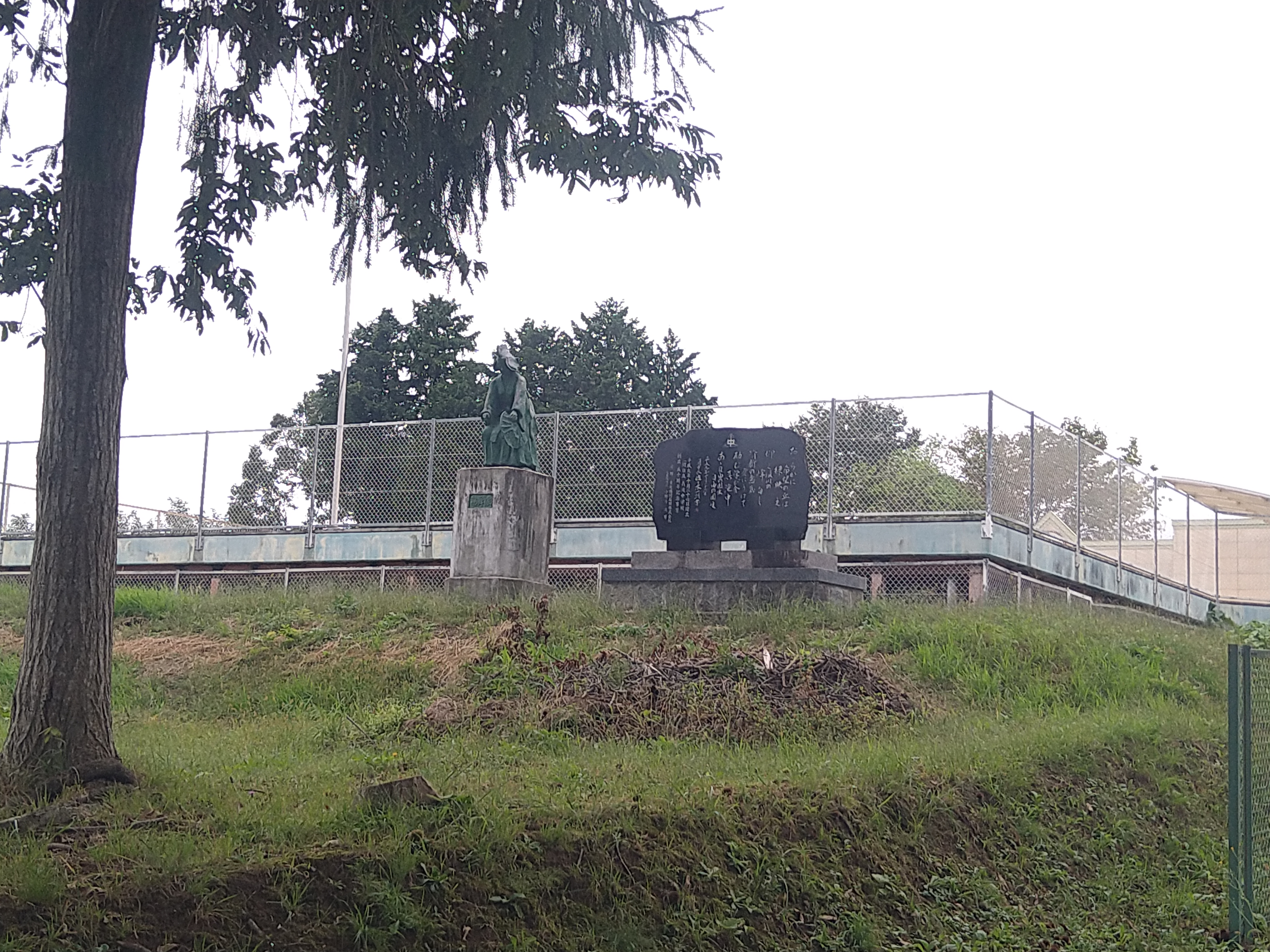
一関東中学校地内にある創立30周年記念鶏舞像と創立50周年記念碑（2023年9月）

## 教育目標

### 具体目標
- 向学心に燃え、ひたむきに努力する生徒の育成
- 思いやりがあり、友情にあつい生徒の育成
- 旺盛な気力を持ち、体力つくりに励む生徒の育成

出典：

## 部活動

### 運動部
- 野球部
- ソフト部
- バレー部
- テニス部 - 2004年、2006年、2007年にはインドアソフトテニス男子全国大会に出場した。また2003年には県中学校総合体育大会男子団体の部で優勝している[11]。
- 卓球部
- 柔道部

出典：

## 施設概要
主な施設を掲載。情報は2007年時点。
校地面積は20,655平方メートル。
- 校舎 - 1952年竣工の木造モルタル造り2階建て[8][11]。延床面積は2,029平方メートル[1]。
- 体育館 - 1959年竣工[8]。延床面積は595平方メートル[1]。
- プール
- 校庭 - 面積は12,609平方メートル[1]。
- 学校林 - 学校の北側に所在[8]。

## 生徒・学級数
1949年度以降の生徒数と学級数の推移。1962年度以降は1997年度を除き、毎年度掲載。
生徒数は、1952年度に291人を数えたが、その後減少に転じた。1967年度から1980年度にかけては増加することはなく、減少の一途をたどった。1980年度に73人まで減少してからは一旦落ち着き、1992年度には140人を数えるまでに増加するも、再び減少に転じ、閉校する2007年度には86人となった。2007年度は一関市内の中学校では4番目に少ない生徒数となっていた。
| 年度                                                  | 生徒数   | 増減 | 学級数 | 増減 | 出典          | 備考         |
| ----------------------------------------------------- | -------- | ---- | ------ | ---- | ------------- | ------------ |
| 1949（昭和24）年度                                    | 265      |      | 9      |      | [ 19 ]        |              |
| 1952（昭和27）年度                                    | 291      | 26   | 9      | 0    | [ 20 ]        |              |
| 1955（昭和30）年度                                    | 224      | －67 | 9      | 0    | [ 21 ]        |              |
| 1958（昭和33）年度                                    | 196      | －28 | 6      | －3  | [ 22 ]        |              |
| 1962（昭和37）年度                                    | 238      | 42   | 6      | 0    | [ 23 ]        |              |
| 1963（昭和38）年度                                    | 234      | －4  | 6      | 0    | [ 24 ]        |              |
| 1964（昭和39）年度                                    | 218      | －16 | 6      | 0    | [ 25 ]        |              |
| 1965（昭和40）年度                                    | 234      | 16   | 6      | 0    | [ 26 ]        |              |
| 1966（昭和41）年度                                    | 246      | 12   | 6      | 0    | [ 27 ]        |              |
| 1967（昭和42）年度                                    | 225      | －21 | 7（1） | 1    | [ 28 ] [ 14 ] | 特殊学級開設 |
| 1968（昭和43）年度                                    | 215      | －10 | 7      | 0    | [ 29 ]        |              |
| 1969（昭和44）年度                                    | 189      | －26 | 8      | 1    | [ 30 ]        |              |
| 1970（昭和45）年度                                    | 175      | －14 | 6      | －2  | [ 31 ]        |              |
| 1971（昭和46）年度                                    | 169      | －6  | 6      | 0    | [ 32 ]        |              |
| 1972（昭和47）年度                                    | 152（9） | －17 | 6（1） | 0    | [ 33 ]        |              |
| 1973（昭和48）年度                                    | 146      | －6  | 5      | －1  | [ 34 ]        |              |
| 1974（昭和49）年度                                    | 129      | －17 | 5      | 0    | [ 35 ]        |              |
| 1975（昭和50）年度                                    | 125（3） | －4  | 5（1） | 0    | [ 36 ]        |              |
| 1976（昭和51）年度                                    | 117      | －8  | 4      | －1  | [ 37 ]        |              |
| 1977（昭和52）年度                                    | 101      | －16 | 3      | －1  | [ 38 ]        |              |
| 1978（昭和53）年度                                    | 89       | －12 | 3      | 0    | [ 39 ]        |              |
| 1979（昭和54）年度                                    | 76       | －13 | 3      | 0    | [ 40 ]        |              |
| 1980（昭和55）年度                                    | 73       | －3  | 3      | 0    | [ 41 ]        |              |
| 1981（昭和56）年度                                    | 83       | 10   | 3      | 0    | [ 42 ]        |              |
| 1982（昭和57）年度                                    | 91       | 8    | 3      | 0    | [ 43 ]        |              |
| 1983（昭和58）年度                                    | 95       | 4    | 3      | 0    | [ 44 ]        |              |
| 1984（昭和59）年度                                    | 103      | 8    | 4      | 1    | [ 45 ]        |              |
| 1985（昭和60）年度                                    | 107      | 4    | 4      | 0    | [ 46 ]        |              |
| 1986（昭和61）年度                                    | 121      | 14   | 4      | 0    | [ 47 ]        |              |
| 1987（昭和62）年度                                    | 121      | 0    | 3      | －1  | [ 48 ]        |              |
| 1988（昭和63）年度                                    | 131      | 10   | 4      | 1    | [ 49 ]        |              |
| 1989（平成元）年度                                    | 132      | 1    | 5      | 1    | [ 50 ]        |              |
| 1990（平成2）年度                                     | 137      | 5    | 6      | 1    | [ 51 ]        |              |
| 1991（平成3）年度                                     | 136      | －1  | 6      | 0    | [ 52 ]        |              |
| 1992（平成4）年度                                     | 140      | 4    | 6      | 0    | [ 53 ]        |              |
| 1993（平成5）年度                                     | 136      | －4  | 6      | 0    | [ 54 ]        |              |
| 1994（平成6）年度                                     | 130      | －6  | 5      | －1  | [ 55 ]        |              |
| 1995（平成7）年度                                     | 122      | －8  | 4      | －1  | [ 56 ]        |              |
| 1996（平成8）年度                                     | 127      | 5    | 4      | 0    | [ 57 ]        |              |
| 1998（平成10）年度                                    | 117      | －10 | 4      | 0    | [ 58 ]        |              |
| 1999（平成11）年度                                    | 109      | －8  | 4      | 0    | [ 59 ]        |              |
| 2000（平成12）年度                                    | 117      | 8    | 4      | 0    | [ 60 ]        |              |
| 2001（平成13）年度                                    | 104      | －13 | 4      | 0    | [ 61 ]        |              |
| 2002（平成14）年度                                    | 105      | 1    | 4      | 0    | [ 15 ]        |              |
| 2003（平成15）年度                                    | 97（1）  | －8  | 4（1） | 0    | [ 16 ]        | 特殊学級開設 |
| 2004（平成16）年度                                    | 110（2） | 13   | 4（1） | 0    | [ 62 ]        |              |
| 2005（平成17）年度                                    | 100（2） | －10 | 4（1） | 0    | [ 63 ]        |              |
| 2006（平成18）年度                                    | 90（1）  | －10 | 4（1） | 0    | [ 64 ]        |              |
| 2007（平成19）年度                                    | 86       | －4  | 3      | －1  | [ 18 ]        | 閉校         |
| ※生徒数・学級数内の括弧は特別支援生徒・学級数（内数） |          |      |        |      |               |              |

## 学区
- 一関市滝沢
  - 真滝7区、8区、10区、11区
  - 真滝9区（一部）
  - 真滝12区（一部）
  - 水口区

出典：

## 進学前小学校
- 一関市立滝沢小学校[6]

## アクセス

### 鉄道
- JR大船渡線 真滝駅から車で約2分、徒歩で約12分

### バス
- 岩手県交通本郷線
  - 「水口」停留所から徒歩で約8分
  - 「寺田下」停留所から徒歩で約10分

### 自動車
- 一関市中心部から国道284号経由で約10分

## 周辺
- 一関市真滝学校給食センター
- 一関市立真滝幼稚園
- 一関木材流通センター
- 一関警察署真滝駐在所

## 著名な出身者
- 佐々木一朗 - 一関市長（第1回卒業生）